# 지방도 제460호선
지방도 제460호선은 강원특별자치도 화천군 화천읍 대이리 대붕교 서단과 양구군 양구읍 도사리 도사삼거리를 잇는 강원특별자치도의 지방도이다. 평화의 댐을 지나는 것이 특징이다.

## 역사
- 2003년 2월 15일 : 노선 폐지 및 재지정[1]
- 2003년 9월 27일 : 평화의 댐 증축 공사로 인해 화천군 화천읍 동촌리 ~ 양구군 방산면 천미리 2.52km 구간 도로구역 변경[2]
- 2009년 8월 7일 : 2개 이상 시·군에 걸쳐 있는 도로로 평화로를 고시[3]
- 2013년 9월 16일 : 재안터널, 대붕터널 구간 개통.[4]
- 2024년 11월 29일 : 양구 고방산지구(양구군 방산면 고방산리 ~ 양구읍 도사리) 2.7km 구간 확장 개통, 기존 2.34km 구간 폐지[5]

## 주요 경유지
강원특별자치도
- 화천군 화천읍 - 양구군 (방산면 · 양구읍)

## 노선
| 이름                                    | 접속 노선                                                  | 소재지 | 소재지 | 비고                  |
| --------------------------------------- | ---------------------------------------------------------- | ------ | ------ | --------------------- |
| 화천대교오거리                          | 지방도 제407호선 (춘화로) 지방도 제461호선 (강변로) 중앙로 | 화천군 | 화천읍 | 지방도 제461호선 구간 |
| 화천교                                  | 산천어길                                                   | 화천군 | 화천읍 | 지방도 제461호선 구간 |
| 후덕교                                  | 가손이길                                                   | 화천군 | 화천읍 | 지방도 제461호선 구간 |
| 대붕교 서단                             | 지방도 제461호선 (파로호로)                                | 화천군 | 화천읍 | 지방도 제461호선 구간 |
| 구만교 서단                             |                                                            | 화천군 | 화천읍 |                       |
| 화천종합체험학습장 (구 대붕초등학교)    |                                                            | 화천군 | 화천읍 |                       |
| (흠사리)                                | 호음로                                                     | 화천군 | 화천읍 |                       |
| 풍산리                                  | 산수화로                                                   | 화천군 | 화천읍 |                       |
| 풍산초등학교                            | 새덕이로                                                   | 화천군 | 화천읍 |                       |
| 풍산교 서단                             | 한묵령로                                                   | 화천군 | 화천읍 |                       |
| 풍산교                                  |                                                            | 화천군 | 화천읍 |                       |
| 해산터널                                |                                                            | 화천군 | 화천읍 | 연장 1,986m           |
| 재안터널                                |                                                            | 화천군 | 화천읍 | 연장 163m             |
| 비수교                                  |                                                            | 화천군 | 화천읍 |                       |
| 대붕터널                                |                                                            | 화천군 | 화천읍 | 연장 240m             |
| 평화의 댐                               |                                                            | 화천군 | 화천읍 |                       |
| 평화터널                                |                                                            | 화천군 | 화천읍 | 연장 175m             |
| 산천교                                  |                                                            | 화천군 | 화천읍 |                       |
| 양화터널                                |                                                            | 화천군 | 화천읍 | 연장 345m             |
| 양화터널                                |                                                            | 양구군 | 방산면 | 연장 345m             |
| 양록교 천미교 칠천교 샛터교 천미교      |                                                            | 양구군 | 방산면 |                       |
| 오천터널                                |                                                            | 양구군 | 방산면 | 연장 1,296m           |
| 오미리                                  | 남밭길                                                     | 양구군 | 방산면 |                       |
| 각시교                                  |                                                            | 양구군 | 방산면 |                       |
| 금악리                                  | 성곡로                                                     | 양구군 | 방산면 |                       |
| 금악교 방산중학교 선안천교 방산초등학교 |                                                            | 양구군 | 방산면 |                       |
| 방산우체국                              | 장거리길                                                   | 양구군 | 방산면 |                       |
| 양구백자박물관 송현교 협동교 송현2교    |                                                            | 양구군 | 방산면 |                       |
| 두타연터널                              |                                                            | 양구군 | 방산면 | 연장 382m             |
| 고방산 교차로                           | 두타연로                                                   | 양구군 | 방산면 |                       |
| 고방산교                                |                                                            | 양구군 | 방산면 |                       |
| 학령터널                                |                                                            | 양구군 | 방산면 | 연장 845m             |
| 학령터널                                | 양구읍                                                     | 양구군 |        | 연장 845m             |
| 도사삼거리                              | 국도 제31호선 (금강산로)                                   | 양구군 | 종점   |                       |

## 도로명
- 전 구간 명칭이 평화로로 명명되어 있다.

## 주요 건물 및 시설
- 화천군위생관리사업소 (강원특별자치도 화천군 화천읍 평화로 227-16)
- 화천종합체험학습장 (구 대붕초등학교, 강원특별자치도 화천군 화천읍 평화로 559-7)
- 풍산초등학교 (강원특별자치도 화천군 화천읍 평화로 1284)
- 풍산보건진료소 (강원특별자치도 화천군 화천읍 평화로 1285)
- 풍산2리마을회관 (강원특별자치도 화천군 화천읍 평화로 1341)
- 오미리마을회관 (강원특별자치도 양구군 방산면 평화로 4801)
- 오미정보화마을캠핑장 (구 방산초등학교 오미분교, 강원특별자치도 양구군 방산면 평화로 4818)
- 방산중학교 (강원특별자치도 양구군 방산면 평화로 5057)
- 방산초등학교 (강원특별자치도 양구군 방산면 평화로 5121-7)
- 방산면종합복지회관 (강원특별자치도 양구군 방산면 평화로 5137)
- 방산우체국 (강원특별자치도 양구군 방산면 평화로 5141)
- 양구백자박물관 (강원특별자치도 양구군 방산면 평화로 5182)
- 방산파출소 (강원특별자치도 양구군 방산면 평화로 5192)
- 송현2리마을회관 (강원특별자치도 양구군 방산면 평화로 5799-3)